# Coppa dei Campioni del Golfo 1987
La Coppa dei Campioni del Golfo 1987 (in arabo دوري أبطال الخليج للأندية) è la 5ª edizione della coppa a cui prendono parte 5 squadre da 5 federazioni provenienti da tutto il Golfo Persico.
La competizione è stata vinta dai kuwaitiani dell'Al-Kazma Kuwait che si aggiudica la sua prima edizione della coppa nella sua storia e guadagna l'accesso alla fase a gironi del Campionato d'Asia per club 1987-1988 insieme con la seconda classificata.

## Risultati
| Team          | Pts | Pld | V | N | P | GF | GS | DR |
| ------------- | --- | --- | - | - | - | -- | -- | -- |
| Kazma SC      | 6   | 4   | 3 | 0 | 1 | 6  | 1  | +5 |
| Al-Hilal      | 5   | 4   | 2 | 1 | 1 | 6  | 3  | +3 |
| Muharraq Club | 4   | 4   | 2 | 0 | 2 | 5  | 7  | −2 |
| Al-Nasr       | 3   | 4   | 1 | 1 | 2 | 3  | 4  | −1 |
| Al-Fanja      | 2   | 4   | 1 | 0 | 3 | 4  | 9  | −5 |

Tutte le partite giocate in Kuwait.
| Match 1  | Kazma SC      | 0–1 | Al-Hilal      |
| Match 2  | Muharraq Club | 0–1 | Al-Nasr       |
| Match 3  | Kazma SC      | 3–0 | Muharraq Club |
| Match 4  | Al-Hilal      | 0–0 | Al-Nasr       |
| Match 5  | Al-Hilal      | 3–0 | Al-Fanja      |
| Match 6  | Kazma SC      | 1–0 | Al-Nasr       |
| Match 7  | Muharraq Club | 2–1 | Al-Fanja      |
| Match 8  | Kazma SC      | 2–0 | Al-Fanja      |
| Match 9  | Al-Hilal      | 2–3 | Muharraq Club |
| Match 10 | Al-Nasr       | 2–3 | Al-Fanja      |